# Vármúzeum (Budapest)
A Budapesti Történeti Múzeum Vármúzeuma (röviden: BTM Vármúzeum) a budai királyi palota E-épületében, történelmi környezetben található része a Budapesti Történeti Múzeumnak, mely bemutatja a magyar középkori és kora újkori örökséget, valamint Budapest várostörténetének meghatározó eseményeit.

## Elhelyezkedés és épülettörténet
A múzeum az egykori királyi palota Gellért-hegy felőli szárnyában helyezkedik el.  A múzeum elődjét, a Középkori Kőemléktárat, 1932-ben nyitották meg a Halászbástya északi saroktornyában. 1942-ben vált önálló osztállyá "Középkori Múzeum" néven, majd 1945-ben új székhelyet kapott a Szentháromság utca 2. alatt, az egykori budai városháza épületében. 1967-ben a Vármúzeum – akkor még Középkori Múzeumként – a Budavári Palota E épületébe költözött.

## Gyűjtemény és kiállítás
A múzeum kiállításai a palota helyreállított termeiben, magába foglalva a várkápolnát is. Bemutatja többek között a magyar-Anjou címeres selyemkárpitot, a világviszonylatban is egyedülálló, gótikus szoborleletet, valamint Mátyás király palotájának kőfaragványait.

### Állandó kiállítások

#### Eltűnt idők nyomábanGyűjtögetőktől a honfoglalókig Budapest földjén
Budapest területének első lakói által ránk hagyott, 350 ezer éves kőeszközöktől egészen a honfoglalás korának leleteiig tekinthetik meg látogatók a Budapesti Történeti Múzeum – elsősorban az őskori és népvándorlás kori gyűjteményeiben féltve őrzött – legérdekesebb darabjait.

#### Gótikus szobrok a budai királyi palotából
Ezen a kiállításon látható az 1974-ben, Zolnay László ásatásán előkerült emblematikus gótikus szoborlelet.

#### Budapest – fény és árnyékA főváros 1000 éves története
A kiállítás alapkoncepcióját az évszázadok során újra meg újra lerombolt, majd ismét újjáépülő város képe határozza meg. A címben szereplő „fény és árnyék” a főváros épülő, virágzó időszakaira, az ezt megszakító háborúk, természeti katasztrófák, majd a rombolást követő újjáépítések egymásra rétegződésére utal.

#### A királyi palota – a kultúra váraA Budavári Palota története 1686-tól napjainkig
A kiállítás építészeti tervekkel, fényképekkel, a palota egykori dekorációjának és berendezésének kalandos módon megőrződött emlékeivel és rekonstruált teremrészletekkel mutatja be az újkori palota közel három évszázados történetét.

#### A magyar-Anjou címeres selyemkárpit
A tárlat a az egykori Teleki-palota területén folytatott régészeti kutatások során előkerült trónkárpitot, valamint veleegyütt megtalált további leleteket mutatja be interaktív módon.

#### Buda, „a királyi méltóság széke és trónusa”A középkori királyi palota
A BTM Vármúzeum alsó szintjén található kiállítás a középkori királyi palota történetét és helyreállított tereit mutatja be.